# Burgruine Dürnstein (Steiermark)

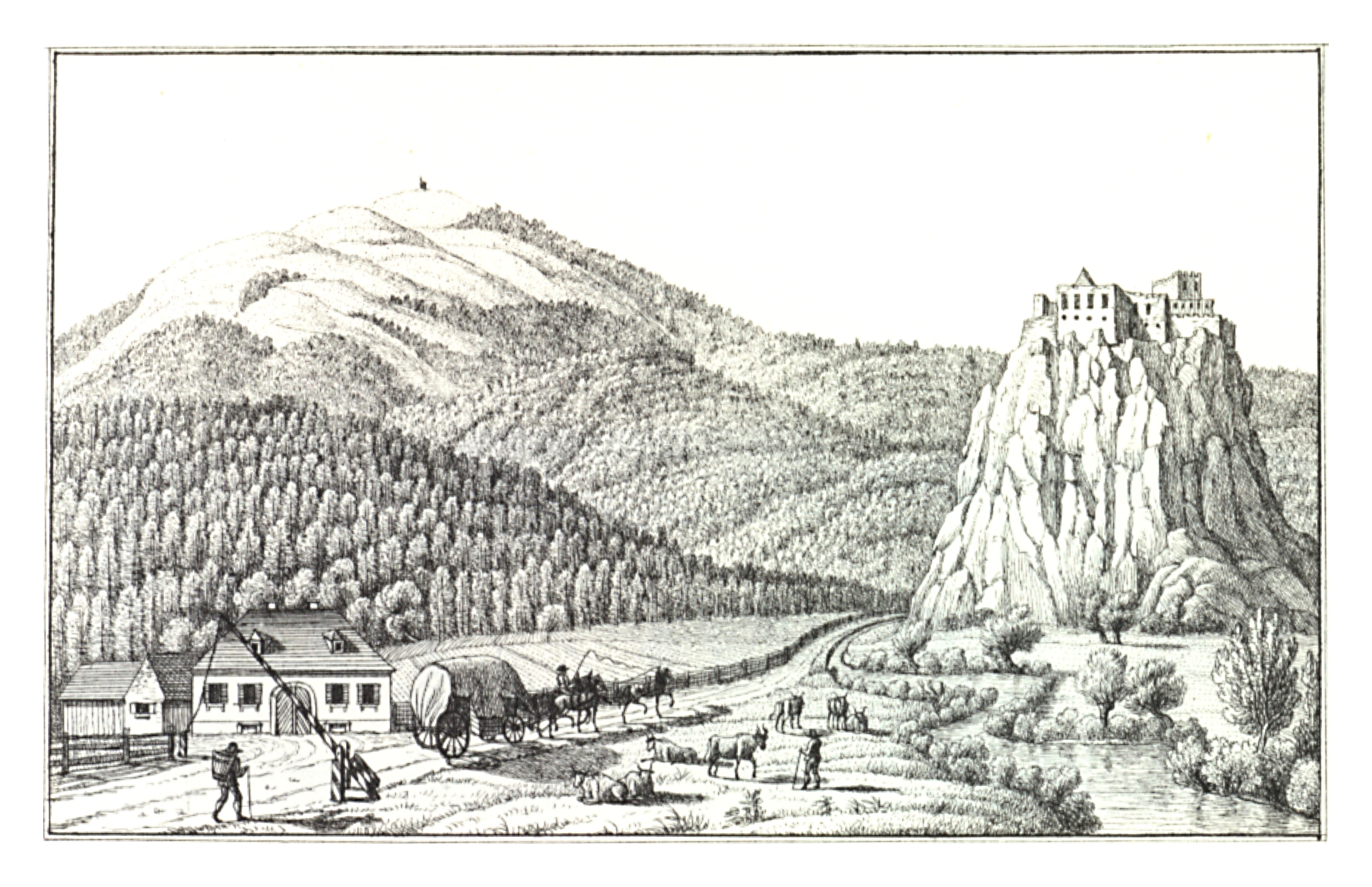
Grenzmaut zwischen Kärnten und Steiermark, um 1820,
Lith. Anstalt J.F. Kaiser, Graz

Die Burg Dürnstein ist die Ruine einer hochmittelalterlichen Spornburg bei Dürnstein in der Steiermark im Bezirk Murau in der Steiermark (Österreich).

## Lage
Dürnstein wurde auf einem einst eppensteinischen Grund an der sich immer wieder verändernden Landesgrenze zwischen Steiermark und Kärnten in strategisch guter Position erbaut. Ein vom Alpl-Kogel Richtung Südwesten ziehender Bergrücken verschmälert sich hart an der Grenze zu Kärnten und fällt gegen Süden, Westen und Norden steil bis senkrecht zum gegen Norden enger werdenden Tal der Olsa ab. Man steigt bis hundert Meter über dem Talboden ab und erreicht auf einem Felssporn die in bestens geschützter Lage errichtete und einst bedeutende Grenzfeste Dürnstein.
Unterhalb der Ruine verlief die ehemals so genannte „italienische Hauptstraße“, an der an dieser Stelle auch die k. k. Grenzmaut zwischen der Steiermark und Kärnten eingerichtet war.

## Geschichte
Im Jahr 1144 wird die Burg erstmals als castrum Dierenstein urkundlich erwähnt. Sie war der Sitz des Geschlechts der Dürnsteiner, welches 1192 erlosch. Nach dem Aussterben der Dürnsteiner gelangte die Burg in den Besitz der Wildoner; deren auf Dürnstein sitzender Zweig nannte sich nach der Burg. In weiterer Folge wurde die Burg 1299 von den Landesfürsten erworben und blieb bis 1608 in deren Besitz. Um 1500 erhielt die Burg eine Wasserleitung. Die Burg verfiel ab Ende des 16. Jahrhunderts und wurde 1610 verlassen. 1809 verwendeten österreichische Truppen die Ruinen als Deckung gegen die anrückenden Franzosen.

## Anlage

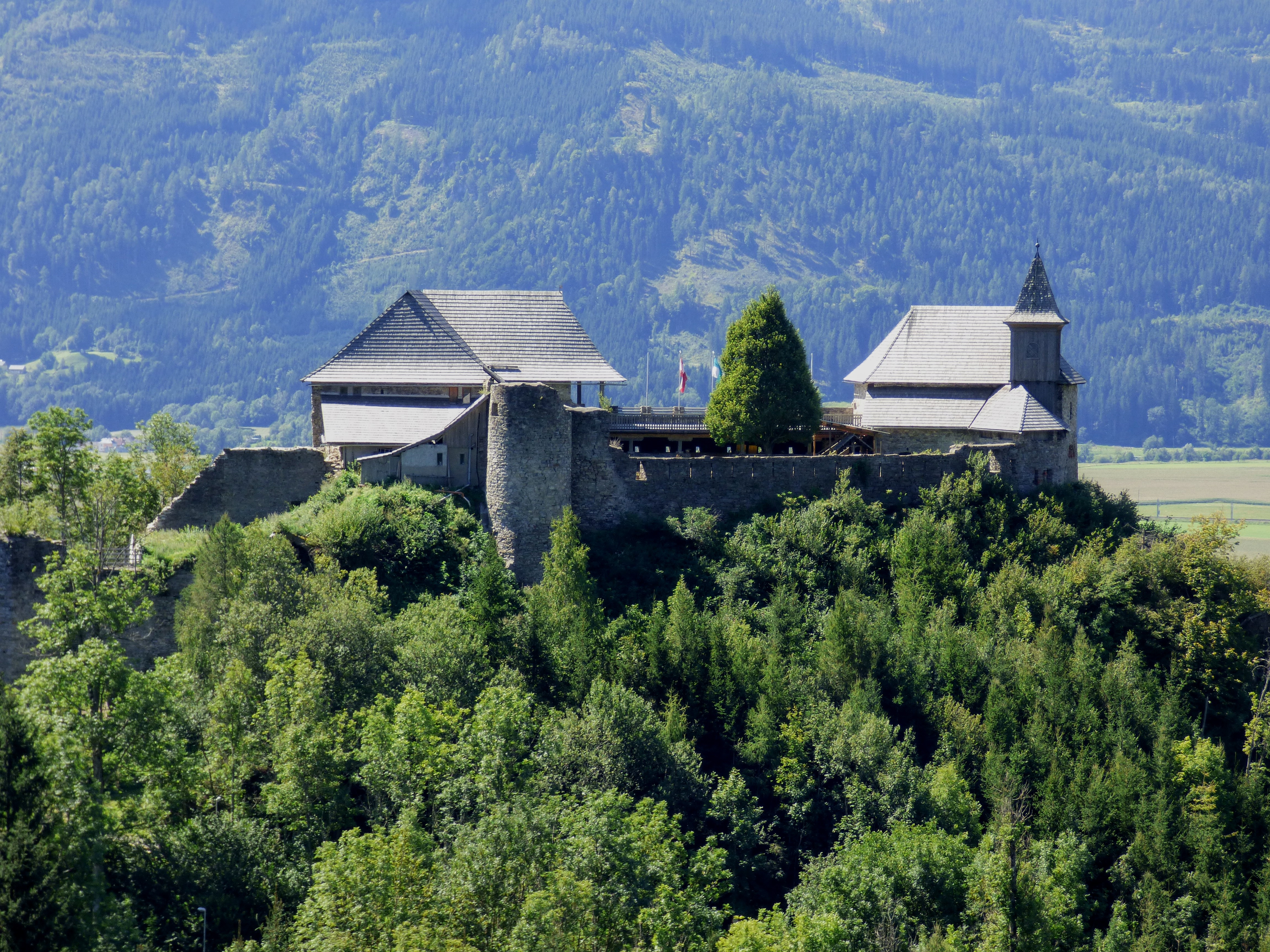
Ruine Dürnstein, Ansicht von Norden

Von Norden kommend ist dem Zugang zur Burg ein Rundturm mit spitzer Ausbuchtung vorangestellt, dessen unterer Teil aus an Quadermauerwerk erinnerndem Bruchsteinmauerwerk besteht, welches vermutlich aus dem 13. Jahrhundert stammt; somit dürfte der Turm zu den ältesten noch erhaltenen Teilen der Burg zählen. Die Mauer des Aufwegs Richtung Süden bildet westlich ein Zwinger, dessen lagerhaftes Bruchsteinmauerwerk großteils dem 14. Jahrhundert zugerechnet wird, es finden sich jedoch auch Mauerabschnitte aus Quadermauerwerk oder Opus spicatum, die in das 12.–13. Jahrhundert datiert werden. Den Weg Richtung Süden weiterverfolgend erreicht man nach einer Wegbiegung Richtung Westen ein wiedererrichtetes Burgtor, welches im Norden an den in nord-südlicher Richtung stehenden Osttrakt grenzt. Während das lagerhafte Bruchsteinmauerwerk des Osttrakts auf die Erbauungszeit verweist, wirkt das Obergeschoß fast rezent. Durch das wiedererrichtete Burgtor gelangt man in eine im Originalzustand erhaltene Torhalle mit Kreuzkappengewölbe. Direkt an dem im Südwesten senkrecht abfallenden Steilhang liegt der Westtrakt, welcher aus der Zeit des Turms stammt; eine Reihe dicht nebeneinanderliegender, 1,7 m hoher Schießscharten befindet sich auf der etwas jüngeren Westwand. Der geräumige Burghof zwischen dem Ost- und dem Westtrakt wird im Norden von einer Ringmauer mit länglichen Schießscharten begrenzt, die an der Abbruchkante verläuft. Ein erst später zugebauter Verbindungstrakt zwischen Ost- und Westtrakt schließt den Burghof Richtung Süden.